# .ovh
.ovh是一个现今的通用頂級域（gTLD），2014年6月20日批准进入DNS根区域。该域由法国主要的电信和托管企业OVH赞助。此頂級域由AFNIC运行，通过.ovh域的唯一注册商OVH向所有人开放注册。